# Doriano Carlotti
Doriano Carlotti (Piombino, 4 gennaio 1925 – Piombino, 23 settembre 2013) è stato un calciatore italiano, di ruolo portiere.

## Carriera
Cresciuto nel Piombino disputa tre stagioni in Serie B, totalizzando 76 presenze.
Dopo una stagione disputata in IV Serie con il Cosenza, nel 1956 passa al Prato con cui vince il campionato di Serie C 1956-1957 e disputa le due annate successive in Serie B, totalizzando 61 presenze nel campionato cadetto.

## Palmarès
- Serie C: 3

Piombino: 1950-1951 (girone C)
Prato: 1956-1957, 1959-1960 (girone B)